# انگلیسی اولستری

صورتی نشان‌دهنده شهرستان‌های اولستر در ایرلند شمالی و سبز در جمهوری ایرلند است.

انگلیسی اولستری (انگلیسی: Ulster English; اسکاتس: Ulstèr Inglish; ایرلندی: Béarla Ultach) که به نام انگلیسی ایرلندی شمالی نیز شناخته می‌شود گویشی از انگلیسی ایرلندی است که در بیشتر استان اولستر ایرلند و در سراسر ایرلند شمالی صحبت می‌شود. این گویش تحت تأثیر زبان‌های ایرلندی و اسکاتس قرار گرفته‌است.